# Synchlora marginiplaga
Synchlora marginiplaga là một loài bướm đêm trong họ Geometridae.